# Nishidera Minoru
Nishidera Minoru ou Nishideraminoru (西寺実) est un groupe de heavy metal japonais.

## Biographie
Nishidera Minoru est formé en 2008, collaboration de trois chanteurs de groupes de metal japonais reconnus, en parallèle avec leurs groupes habituels Masafumi « Marcy » Nishida de Earthshaker, Keiko Terada de Show-Ya, et Minoru Niihara de Loudness. Le nom du groupe est formé de trois kanji tirés de chacun de leur nom. Le groupe sort un album reprenant en version metal des chansons de genres variés d'Ann Lewis, Rebecca, et Lily. Le 1er décembre 2008, Minoru explique avoir joué à Tokyo avec son nouveau groupe, Nishidera Minoru. « ce n'est pas du heavy metal mais plutôt du rock japonais du top 40, en particulier des années '80. Et la chanson d'ouverture était une ballade. »
Leur premier album studio, Fuzoroi No Rock Tachi Sono 1 (ふぞろいのロックたち　其之壱), est publié le 11 février 2009 sur le label Universal Music Japan. Le DVD Nishidera Minoru presents Hard na Yaon 2009 (西寺実 Presents HARDなYAON 2009), est sorti le 29 juin 2009.